# Wolters Kluwer
Wolters Kluwer är ett informationsförlag och programvaruföretag inom ekonomi, skatt och juridik. Företaget har i Sverige kontor i Stockholm och Göteborg. Fram till oktober 2015 var Wolters Kluwer i Sverige känd under sitt tidigare namn Norstedts Juridik.
Mest kända produkter i Sverige är Skatt och Bokslut. Det första skatteprogrammet introducerades 1985 av Roger Akelius som det första i sitt slag. 
Wolters Kluwer koncernen är ett  multinationellt företag i förlags- och informationssektorn, med huvudkontor i Alphen aan den Rijn, Nederländerna.